# Boris B. Hrovat
Boris B. Hrovat (Zagreb, 1956. – Zagreb, 2020.), hrvatski književnik, prevoditelj, kazališni kritičar, dramaturg i dramatičar. 
Redovito objavljuje od 1979. godine. Objavio je romane Putovanje, Lorenzaccio i Askalon, zbirku priča Doživljaji Prosvijetljenog, te antologije Nova talijanska pripovijetka i Nova talijanska drama.  Njegovi prijevodi drama s talijanskog, španjolskog, engleskog i slovenskog izvedeni su u svim važnijim hrvatskim teatrima, te na programima HRT-a, a mnogi su i objavljeni u periodici. Kao prevoditelj i dramaturg surađuje sa stranim i domaćim redateljima. Kazališne kritike redovito objavljuje u Vijencu, ali i drugdje. Na Hrvatskom radiju uređuje književne emisije. Dobitnik je nekoliko priznanja za književni rad. 

## Vanjske poveznice
- Službena stranica  Arhivirana inačica izvorne stranice od 7. kolovoza 2018. (Wayback Machine)